# الینور ۲۶۵۰
سیارک ۲۶۵۰ (به انگلیسی: 2650 Elinor، نامگذاری:1931EG) دو هزار و ششصد و پنجاهمین سیارک کشف شده‌است که در ۱۴ مارس ۱۹۳۱ و در هایدلبرگ کشف شد.
قدر مطلق سیارک برابر ۱۱٫۵۰ است.